# Kunice (Żary)
Kunice, dawniej Kunice Żarskie (niem. Kunzendorf) – dzielnica miasta Żary zlokalizowana na południowo-wschodnim krańcu miasta. Od strony zachodniej, południowej i wschodniej koniec Kunic wyznaczają granice miasta. Dzielnica Kunice tworzy wyodrębniony zespół ekstensywnej zabudowy o charakterze wielofunkcyjnym, z przewagą zabudowy jednorodzinnej.

## Historia dzielnicy
Pierwsza wzmianka dotycząca Kunic pochodzi z 1346 roku i jest w niej mowa o kościele parafialnym. W tym czasie Kunice były wsią parafialną podległą żarskiemu duchownemu. Odnaleziono również dokument, w którym to Urlich Pack – żarski feudał – potwierdza prawo kupna siana w Kunicach dla żarskiego proboszcza Mikołaja Stewitz. Prawdopodobnie około 1463 roku Kunice stały się własnością klasztoru augustianów z pobliskiego Żagania. Żagańscy bracia od świętego Augustyna włodarzami Kunic byli aż do 1810 roku.
Rozwój Kunic postępował w tym okresie niezwykle dynamicznie. Świadczy o tym nie tylko potęga kunickiej świątyni, ale i rozpoczęcie produkcji szkła oraz wydobycia z miejscowych złóż węgla brunatnego na skalę przemysłową. W przedwojennych Kunicach i bezpośredniej okolicy funkcjonowały kopalnie:
- Augustus 51°36′02,9″N 15°10′23,2″E/51,600800 15,173100,
- Eichberg 51°35′31,6″N 15°10′04,4″E/51,592100 15,167900,
- Glückstern 51°36′01,8″N 15°10′56,3″E/51,600500 15,182300,
- Marie 51°36′44,6″N 15°07′50,9″E/51,612400 15,130800,
- Martin 51°36′36,7″N 15°10′59,9″E/51,610200 15,183300,
- Rudolph 51°35′03,8″N 15°08′44,2″E/51,584400 15,145600,
- Olga 51°36′30,6″N 15°11′50,6″E/51,608500 15,197400,
- Quos 51°35′43,1″N 15°09′57,2″E/51,595300 15,165900,
- Wienand 51°36′44,6″N 15°07′50,9″E/51,612400 15,130800.

Obecnie pokłady węgla brunatnego i iłów ceramicznych nie są eksploatowane.
Po II wojnie światowej Kunice Żarskie znalazły się na terenie tzw. Ziem Odzyskanych (tzw. II okręg administracyjny – Dolny Śląsk), gdzie początkowo zostały siedzibą efemerycznej gminy Kunice, lecz już w 1946 roku weszły w skład gminy Kadłubia. 28 czerwca 1946 gmina – jako jednostka administracyjna powiatu żarskiego – weszła w skład nowo utworzonego woj. wrocławskiego. 6 lipca 1950 gmina wraz z całym powiatem żarskim weszły w skład nowo utworzonego woj. zielonogórskiego.
Jesienią, w związku z reformą administracyjną kraju, Kunice stały się siedzibę gromady Kunice Żarskie w powiecie żarskim w woj. zielonogórskim, obejmującej Kunice Żarskie, Marszów i Siodło. Dla gromady ustalono 22 członków gromadzkiej rady narodowej.
1 stycznia 1958 z gromady Kunice Żarskie wyłączono wieś Marszów, włączając ją do nowo utworzonej gromady Żary w tymże powiecie, po czym gromadę Kunice Żarskie zniesiono nadając jej status osiedla (obejmując zatem Kunice Żarskie i Siodło). 1 stycznia 1969 Kunice Żarskie otrzymały status miasta. 1 stycznia 1972 od miasta Kunice Żarskie odłączono Siodło (1692 ha), włączając je do gromady Żary. Rok później 1 stycznia 1973 zostały włączone do Żar.

## Zabytki
Do wojewódzkiego rejestru zabytków wpisane są:
- kościół ewangelicki, obecnie rzymskokatolicki pod wezwaniem Matki Boskiej Szkaplerznej, ul. Wyzwolenia, z 1895 roku, wybudowany na miejscu średniowiecznej świątyni. Wewnątrz ambona i ołtarz z 1740, które zostały tu przeniesione z kaplicy zamkowej[14];
- plebania z XVIII wieku, nakryta dachem naczółkowym.

## Firmy i przedsiębiorstwa
Z dawnych gałęzi przemysłu, istniejących jeszcze przed wojną, do dziś funkcjonuje jedynie przemysł szklarski. Spośród obecnie działających firm i przedsiębiorstw w Kunicach można wymienić:
- SEKURIT SAINT-GOBAIN Hanglas Polska (producent szyb samochodowych),
- SAINT-GOBAIN Euroverder Polska (producent elementów szklanych do sprzętu AGD),
- Vitrosilicon S.A. (producent pustaków szklanych),
- OR-SAT (producent poduch tapicerskich i akcesoriów samochodowych),
- ALFA-WIL (producent kostki brukowej),
- MAXNET (dostawca szerokopasmowego internetu),
- BALONOWY ŚWIAT (balony helowe, dmuchane zamki, wata cukrowa).

## Ważniejsze instytucje i obiekty dzielnicy
- Miejskie Przedszkole nr 4 – ul. Sikorskiego 22,
- Zespół Szkół: Szkoła Podstawowa nr 10 – ul. Pułaskiego 4,
- Filia Żarskiego Domu Kultury – ul. Grunwaldzka 3,
- Klub Sportowy Unia Żary-Kunice – Al. Wojska Polskiego 56,
- Ochotnicza Straż Pożarna – ul. Strażacka 4.